# Ostronos (rodzaj ssaków)
Ostronos, ostronosek (Nasua) – rodzaj ssaków z rodziny szopowatych (Procyonidae).

## Rozmieszczenie geograficzne
Rodzaj obejmuje gatunki występujące od południowo-zachodnich części Stanów Zjednoczonych do Ameryki Południowej.

## Morfologia i ekologia
Długość ciała (bez ogona) 36–68 cm, długość ogona 20–68 cm; masa ciała 1–7,2 kg. Cechuje je ruchliwy, ryjkowato wydłużony nos i smukły ogon, są ciekawskimi, dobrze wspinającymi się zwierzętami. Samce są nieco większe od samic i prowadzą samotny tryb życia. Do stad dołączają tylko w okresie godowym. Stada liczące od 5 do 40 osobników tworzą samice z młodymi. Żerują dniem w zaroślach i lasach, poszukując nasion, owoców, jaj i małych kręgowców.
Co roku w okresie godowym do stada samic przyłącza się jeden samiec. Około 7-8 tygodni później ciężarne samice opuszczają stado i budują gniazda na drzewach, gdzie przychodzi na świat potomstwo. Przeciętnie w jednym miocie rodzą się 3-4 młode. Około sześciu tygodni po okoceniu się, matki wraz z potomstwem wracają do stada.
Ostronosy są utrapieniem dla farmerów, gdyż często niszczą pola kukurydziane i pustoszą kurniki. Trudno je upolować. Kryją się w koronach drzew albo ratują się pomysłowym fortelem: gdy słyszą strzał lub klaśnięcie padają na ziemię i udają martwe.

## Systematyka
Rodzaj zdefiniował w 1780 roku lekarz, chemik i przyrodnik Gottlieb Conrad Christian Storr w publikacji swojego autorstwa poświęconej systematyce ssaków. Gatunkiem typowym jest (absolutna tautonimia) ostronos rudy (N. nasua).

### Etymologia
- Nasua (Nasica): łac. nasus ‘nos’[14].
- Coati: nazwa w tupi coati dla otronosa (cua ‘pas’; tim ‘nos’)[15]. Gatunek typowy (oznaczenie monotypowe): Viverra nasua Linnaeus, 1766.
- Mamnasuaus: modyfikacja zaproponowana przez meksykańskiego przyrodnika Alfonso Luisa Herrerę w 1899 roku polegająca na dodaniu do nazwy rodzaju przedrostka Mam (od Mammalia)[16].
- Nasuella: rodzaj Nasua Storr, 1780 (ostronos); łac. przyrostek zdrabniający -ella[7][17]. Gatunek typowy (oryginalne oznaczenie): Nasua olivacea meridensis O. Thomas, 1901.

### Podział systematyczny
We wcześniejszych ujęciach systematycznych takson olivacea (wraz z meridensis) był zaliczany do rodzaju Nasuella jednak analizy przeprowadzone w 2021 roku na podstawie danych mitochondrialnych i kariotypowych wykazały, że Nasuella jest genetycznie nie do odróżnienia od Nasua i powinien zostać włączony do tego rodzaju, jednocześnie uznając meridensis za młodszy synonim olivacea; w takim ujęciu do rodzaju należą następujące występujące współcześnie gatunki:
| Grafika | Gatunek        | Autor i rok opisu | Nazwa zwyczajowa   | Podgatunki     | Rozmieszczenie geograficzne | Podstawowe wymiary                       | Status IUCN |
| ------- | -------------- | ----------------- | ------------------ | -------------- | --- | ---------------------------------------- | ----------- |
|         | Nasua nasua    | (Linnaeus, 1766)  | ostronos rudy      | 12 podgatunków | od Kolumbii i Wnezueli (z wyjątkiem formacji roślinnych Llano) na południe do Boliwii, Paragwaju, północnej Argentyny i Urugwaju; zakres wysokości: do 2500 m n.p.m.               | DC: 43–58 cm DO: 42–55 cm MC: 2–7,2 kg   | LC          |
|         | Nasua narica   | (Linnaeus, 1766)  | ostronos białonosy | 4 podgatunki   | południowo-zachodnie Stany Zjednoczone (Arizona i południowy Nowy Meksyk), Meksyk (włącznie z wyspą Cozumel) na południe przez Amerykę Środkową to zachodniej i północnej Kolumbii | DC: 43–68 cm DO: 42–68 cm MC: 3,5–5,6 kg | LC          |
|         | Nasua olivacea | (J.E. Gray, 1865) | ostronosek górski  | 3 podgatunki   | Andy w północno-zachodniej Wenezueli, Kolumbii i Ekwadorze; zakres wysokości: powyżej 2000 m n.p.m.                                                                                | DC: 36–39 cm DO: 20–24 cm MC: 1–1,5 kg   | NT          |

Kategorie IUCN:  LC  – gatunek najmniejszej troski,  NT  – gatunek bliski zagrożenia.
Opisano również gatunki wymarłe:
- Nasua mastodonta Emmert & Short, 2018[22] (Ameryka Północna; pliocen–plejstocen)
- Nasua pronarica Dalquest, 1978[23] (Ameryka Północna; pliocen)